# 潘佩璆

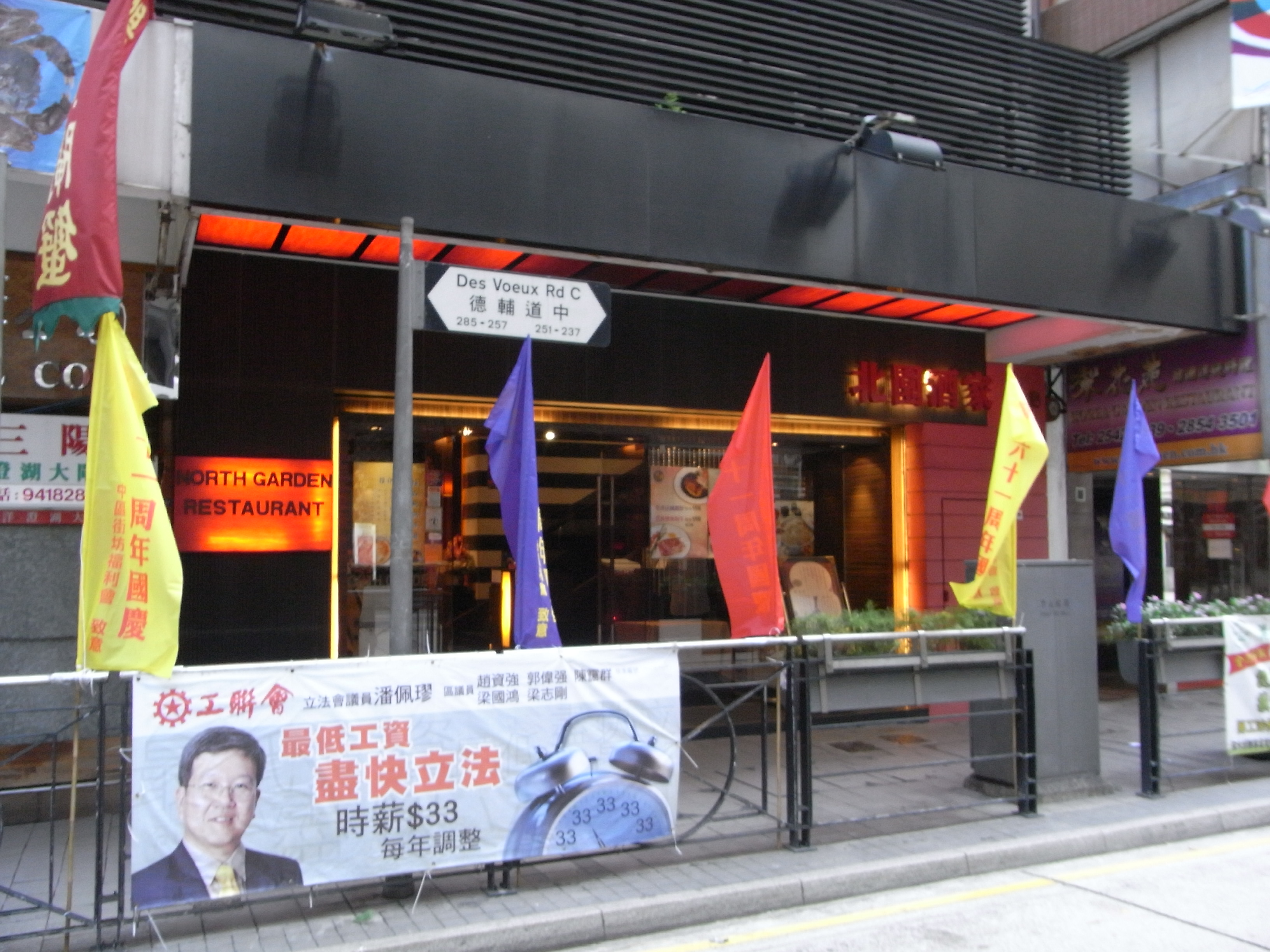
潘佩璆議員街板

潘佩璆，SBS（1955年11月9日—），前香港立法會功能界別勞工界議員（2008年 - 2012年），前任香港工會聯合會副理事長，香港醫療人員總工會主席，民主建港協進聯盟前成員，現職九龍觀塘聯合醫院精神科顧問醫生。

## 簡歷
潘佩璆在1967年畢業於農圃道東莞同鄉會學校上午校（同屆同學尚有香港房屋署前總建築師及助理署長何守謙、香港中文大學商學院及香港大學專業進修學院企業研究院客席教授謝祖墀），後畢業於英華書院（1967年入讀，1972年中五；1974年中七），後在1979年畢業於香港大學醫學院。六四事件後移民紐西蘭，之後卻又説六四是「小波浪」。
1999年，他與多位醫生籌組工會，加入香港工會聯合會旗下的政府人員協會。2006年，他擔任工聯會副理事長一職。2008年，他循功能界別勞工界參選立法會，結果在議席和候選人數目相同的情況下自動當選。他參選勞工界時以工聯會名義參選，當選後應民建聯之邀入黨。
潘佩璆的立法會議員辦事處，在香港中環花園道花旗銀行大廈。
潘佩璆有兩名兒子。長子為醫生，任職於瑪嘉烈醫院放射科部門，已婚並育有二名兒子，次子為律師，已婚, 任職於禮德齊伯禮律師行。
2012年5月13日，潘佩璆在香港i-cable《周日不講理》節目中指紐西蘭的比例代表制民主制度使紐國退步，又指黄毓民搞亂香港。
2012年5月15日，潘佩璆在facebook中，以「響應CY，齊齊聲討拉布狗，缺席犯！」來回應民建聯陳恒鑌的反拉布簽名活動圖片。潘佩璆回應香港傳媒查詢時辯稱，並非刻意侮辱議員，而是想起有種狗叫拉布拉多犬，所以以此搞笑。

## 議會表現
潘佩璆任立法會議員期間，傳媒較少報道其表現，知名度頗低。